# 编辑长 稻垣吾郎
编辑长 稻垣吾郎（日语：／ Henshū-chō Inagaki Gorō）是一档自2017年1月5日在文化放送每星期四晚间播出的电台综艺节目，节目主持人是稻垣吾郎，同时这也是他的冠名节目。该节目的前身是《稻垣吾郎的STOP THE SMAP》（早先也被称为“STOP THE SMAP”）。

## 节目概要
《编辑长 稻垣吾郎》是隶属于稻垣吾郎的个人专属广播节目。原本该节目在2017年4月份之后的播出情况未明，但在2017年4月之后，节目依然持续播出。 包含《STOP THE SMAP》时期在内的早期历史中，本节目是不可以通过radiko的Time Free及radiko Premium收听的，但自2017年10月之后，可以通过上述服务在线收听。